# Andesina (Compuesto orgánico)
La andesina es un alcaloide secoaporfínico aislado de Berberis darwinii y de los tallos de Berberis actinacantha (Berberidaceae).